# 谷原 (春日部市)
谷原（やはら）は、埼玉県春日部市の町名。現行行政地名は谷原一丁目から谷原三丁目。住居表示未実施地区。郵便番号は344-0065。

## 地理
埼玉県の東部地域で、春日部市の中央部に位置する。地区の南側で大沼、西側で豊町、北側から東側にかけて中央と隣接する。中央部を西口大沼線（ふじ通り）が南北に通っている。地区内は市街化区域で、主に第一種中高層住居専用地域で、主な通り沿いは第二種住居地域に指定された住宅地となっている。地区の西端を会之堀川が流れる。

### 地価
住宅地の地価は、2024年（令和6年）の公示地価によれば、谷原2丁目10番地2の地点で13万4,000円/m2となっている。

## 歴史
- 1979年（昭和54年）7月21日 - 西部第二土地区画整理事業の完成により換地処分を実施[8]、大字谷原新田、大字粕壁の各一部より谷原一丁目 - 三丁目が成立する[9]。
- 2005年（平成17年）10月1日 - 春日部市が北葛飾郡庄和町と合併し、新たな春日部市が発足、同市の町丁となる。

## 世帯数と人口
2024年（令和6年）1月1日現在の世帯数と人口は以下の通りである
| 丁目       | 世帯数    | 人口    |
| ---------- | --------- | ------- |
| 谷原一丁目 | 790世帯   | 1,586人 |
| 谷原二丁目 | 627世帯   | 1,263人 |
| 谷原三丁目 | 407世帯   | 914人   |
| 計         | 1,824世帯 | 3,763人 |

## 小・中学校の学区
市立小・中学校に通う場合、学区は以下の通りとなる。
| 丁目       | 番地           | 小学校                 | 中学校               |
| ---------- | -------------- | ---------------------- | -------------------- |
| 谷原一丁目 | 15番地〜18番地 | 春日部市立立野小学校   | 春日部市立大増中学校 |
| 谷原一丁目 | 1番地〜14番地  | 春日部市立八木崎小学校 | 春日部市立大沼中学校 |
| 谷原二丁目 | 全域           | 春日部市立八木崎小学校 | 春日部市立大沼中学校 |
| 谷原三丁目 | 全域           | 春日部市立八木崎小学校 | 春日部市立大沼中学校 |

## 交通
地内に鉄道は敷設されていない。最寄り駅は東武鉄道伊勢崎線（東武スカイツリーライン）春日部駅で、谷原2丁目10番地2の地点からおよそ1,400 m離れている。また、地図上では一丁目の近傍に東武鉄道野田線（東武アーバンパークライン）八木崎駅もあり、その一部では徒歩圏内にある。

### 道路
地内に国道、および主要地方道・一般県道は通っていない。
- ユリノキ通り
- ハクレン通り
- 西口大沼線（ふじ通り[11]） - 沿道にさまざまな種類のフジが植栽され、その花期には藤まつりが行なわれる。

### バス
朝日自動車杉戸営業所
地内に「谷原二丁目」停留所（系統番号：KB21-24）、および「八木崎小学校入口」停留所（系統番号： KB31-35）が設置されている。
春日部市コミュニティバス「春バス」
地区内を縦貫・巡回する路線は設定されていない。

## 施設
- 上谷原区画整理記念館（二丁目12−1）
- かすかべ杜の保育園
- 松栄学園高等学校運動場
- 埼玉縣信用金庫春日部西口支店
- 末日聖徒教会
- 谷原第1公園
- 谷原第2公園
- 谷原第3公園
- 谷原第4公園